# Echidnophaga aethiops
Echidnophaga aethiops är en loppart som beskrevs av Jordan et Rothschild 1906. Echidnophaga aethiops ingår i släktet Echidnophaga och familjen husloppor. Inga underarter finns listade i Catalogue of Life.